# Suvoj
Suvoj falu Horvátországban, Sziszek-Monoszló megyében. Közigazgatásilag Sziszekhez tartozik.

## Fekvése
Sziszek városától légvonalban 28, közúton 40 km-re délkeletre, a Lónyamező középső részén, a Száva bal partján, a folyó holtága mentén fekszik. Egyutcás település, házai a holtágat megkerülő főutca mentén sorakoznak. Érdekesség, hogy a falu eredetileg a Száva partján épült, a folyó kanyarulatát viszont később levágták, így távolabb került a mai folyómedertől.

## Története
A település neve 1242-ben bukkan fel először „possessio Schuchia” alakban. Már ekkor „villa” azaz faluként is említik, tehát lakott település volt. 1434-ben „possessio Sthuchya”, 1466-ban „possessio Suchya”, 1504-ben „villa Schwchya”, 1526-ban „possessio Schyewchya” formában szerepel a korabeli forrásokban. A középkori falut 16. században a török elpusztította. A török veszély csökkenésével 17. század végén, vagy a 18. század elején telepítették be újra horvát lakossággal. 1773-ban az első katonai felmérés térképén „Dorf Szuvoy” néven szerepel. A falunak 1857-ben 290, 1910-ben 266 lakosa volt. 
A 20. század első éveiben a kilátástalan gazdasági helyzet miatt sokan vándoroltak ki a tengerentúlra. 1918-ban az új szerb-horvát-szlovén állam, majd később Jugoszlávia része lett. A II. világháború idején a Független Horvát Állam része volt. A háború után a béke időszaka köszöntött a településre. Enyhült a szegénység és sok ember talált munkát a közeli városokban. A falu 1991. június 25-én a független Horvátország része lett. 2011-ben 41 lakosa volt.

## Népesség
| Lakosság változása | Lakosság változása | Lakosság változása | Lakosság változása | Lakosság változása | Lakosság változása | Lakosság változása | Lakosság változása | Lakosság változása | Lakosság változása | Lakosság változása | Lakosság változása | Lakosság változása | Lakosság változása | Lakosság változása | Lakosság változása |
| ------------------ | ------------------ | ------------------ | ------------------ | ------------------ | ------------------ | ------------------ | ------------------ | ------------------ | ------------------ | ------------------ | ------------------ | ------------------ | ------------------ | ------------------ | ------------------ |
| 1857               | 1869               | 1880               | 1890               | 1900               | 1910               | 1921               | 1931               | 1948               | 1953               | 1961               | 1971               | 1981               | 1991               | 2001               | 2011               |
| 290                | 315                | 257                | 275                | 302                | 266                | 259                | 246                | 236                | 239                | 224                | 154                | 104                | 54                 | 44                 | 41                 |

## Nevezetességei
- Szent Flórián tiszteletére szentelt kápolnája.

- A kulturális örökség része a 17-es számú, hagyományos népi építésű ház.[5] A ház hosszúkás alaprajzú, fából (deszka) van építve és be van vakolva. Az udvar homlokzata mellett egy fa veranda található lépcsővel. A tető kontyolt nyeregtetős, cseréppel borított. A déli homlokzat közepén egy fából készült veranda "kapić" található, amelyet a földszinti faoszlopokra építettek, az első emeleten pedig deszkazsaluval vannak lezárva, amelybe ablakok vannak beépítve. A földszint és az első emelet között védőtetőket helyeztek el. A homlokzatokat sima vakolattal vakolták.  A fa részek gazdagon díszítettek. A ház és a melléképületek a környék hagyományos kultúrájának részét képezik, és nyilvánvaló, hogy azokat gazdagabb családok építették. Az épület a 19. század végi és a 20. század eleji művészeti stílusok hatását tükrözi.

- A település határában található a Lónyamező Natúrpark központi része. A Lónyamező az ország legnagyobb mocsaras területe, mely természetvédelmi védettséget élvez. A natúrpark a Száva folyó északi oldalán található vizenyős, hordalékos 50.650 hektárnyi területen, Sziszek és Stara Gradiška között húzódik. Rendkívül gazdag állat- és növényvilággal rendelkezik. A natúrparkot 1998-ban alapították, központja Jasenovacon van.